# خلية سنخية

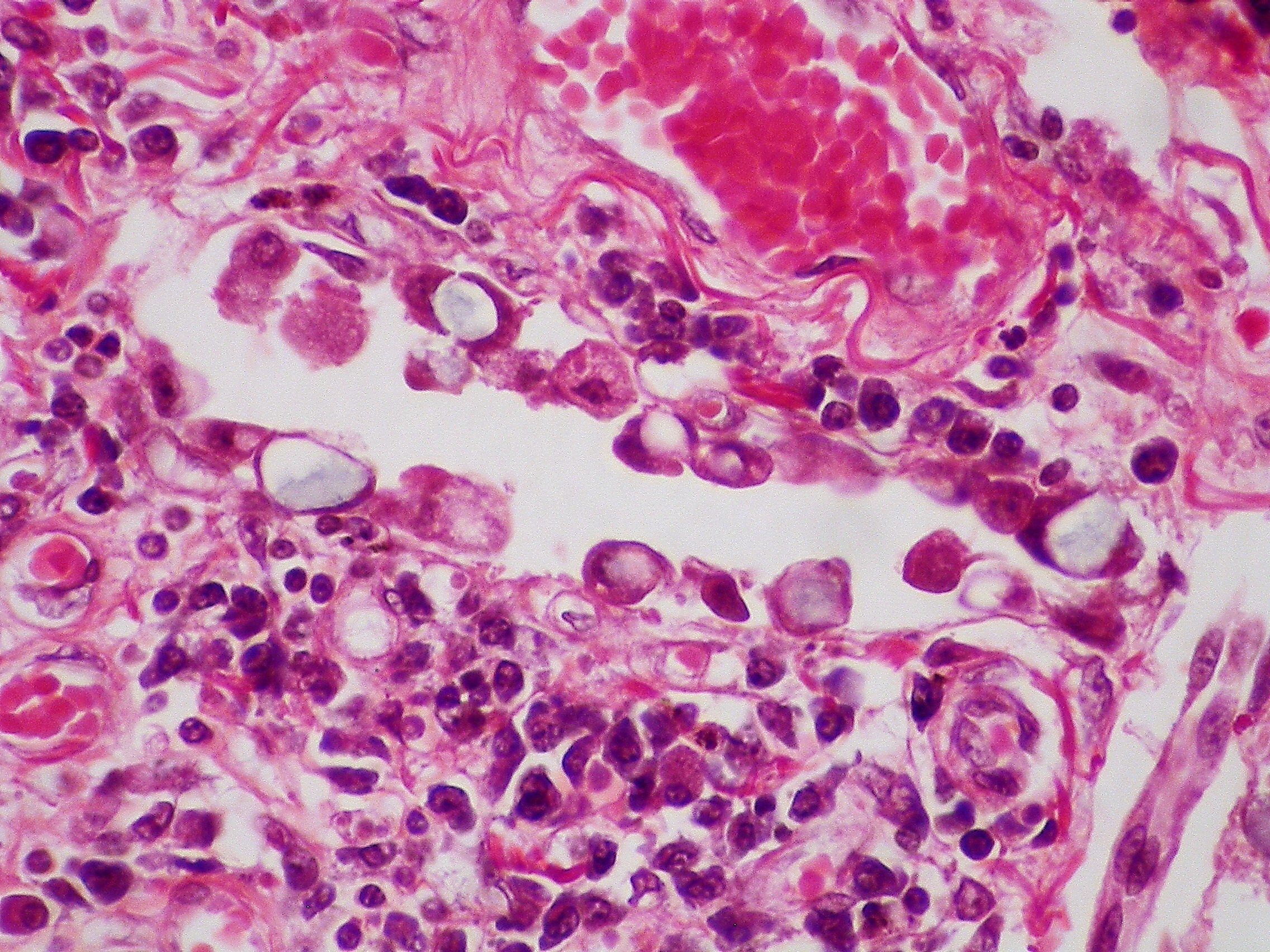

خَلِيَّةٌ سِنْخِيَّة(بالإنجليزية: Alveolar cell)‏ هي خلايا تُبطِن الأسناخ الهوائية في الرئتين. هنالك نوعان من الخلايا السنخية: خلايا سِنخِية مِنَ النمَطِ الأَول، و خَلاَيا سنخِية مِنَ النمَطِ الثانِي .

## الأنواع

### خلايا سِنخِية مِنَ النمَطِ الأَول
الخلايا السنخية من النمط الأول هي خلايا حرشفية، وهي تغطي حوالي 90-95% من السطح السنخي، وهي خلايا رئيسية في عملية تبادل الغازات بين الأسناخ والدم داخل الرئتين. الخلايا السنخية رقيقة جداً (تصل إلى حوالي 25 نم) وهذا ما يسهل عملية تبادل الغازات .
عُضيات الخلية السنخية كـ الشبكة الإندوبلازمية، جهاز غولجي، و الميتوكندريون تتجمع حول النواة وتترك مساحة كبيرة حرة من السيتوبلازم، وهذا يقلل من سُمك الخلية ويجعل عملية تبادل الغازات أسرع. تمتلك الخلايا السنخية فيما بينها موصلات مُحكمة مما يمنع تسرب السوائل من الأنسجة المحيط إلى الأسناخ الرئوية.
لا تستطيع الخلايا السنخية من النمط الأول الانقسام والتجدد، وهي عُرضة للتلف والأذية؛ وبالتالي عندما تتلف هذه الخلايا تقوم الخلايا السنخية من النمط الثاني بالانقسام والتمايز إلى الخلايا السنخية من النمط الثاني من أجل التعويض.

### خلايا سنخية من النمط الثاني
تغطي الخلايا السنخية من النمط الثاني جزءاً صغيراً من السطح السنخي (حوالي 5%)، وظيفة الخلايا السنخية من النمط الثاني الرئيسية هي إفراز مادة الفاعل بالسطح الرئوي والتي تقلل التوتر السطحي داخل الأسناخ الرئوية. الخلايا السنخية من النمط الثاني هي خلايا مكعبية بشكل رئيسي، وهي موجودة بشكل أساسي في الحائل الهوائي الدموي.

## التطور
تبدأ الخلايا السنخية من النمط الثاني بالتطور في الاسبوع 26 وإفراز كميات قليلة من الفاعل بالسطح الرئوي، بينما يبدأ الإفراز الفعلي في الإسبوع 35، وهذا هو السبب الرئيسي لزيادة معدلات متلازمة الضائقة التنفسية لدى الرضع الخُدج والمولودين قبل الشهر السابع، والذي يقل بشكل كبير عندالأطفال المولودين بعد الاسبوع 35 من الحمل.